# كأس العالم لكرة الطائرة للسيدات 1985
كأس العالم لكرة الطائرة للسيدات 1985 هو الموسم 4 من  كأس العالم لكرة الطائرة للسيدات ‏. أشرف على تنظيمه الاتحاد الدولي للكرة الطائرة، وكان عدد الأندية المشاركة فيه  8، وفاز فيه منتخب الصين الوطني لكرة الطائرة للنساء.